# Charles Guérin (Dichter)

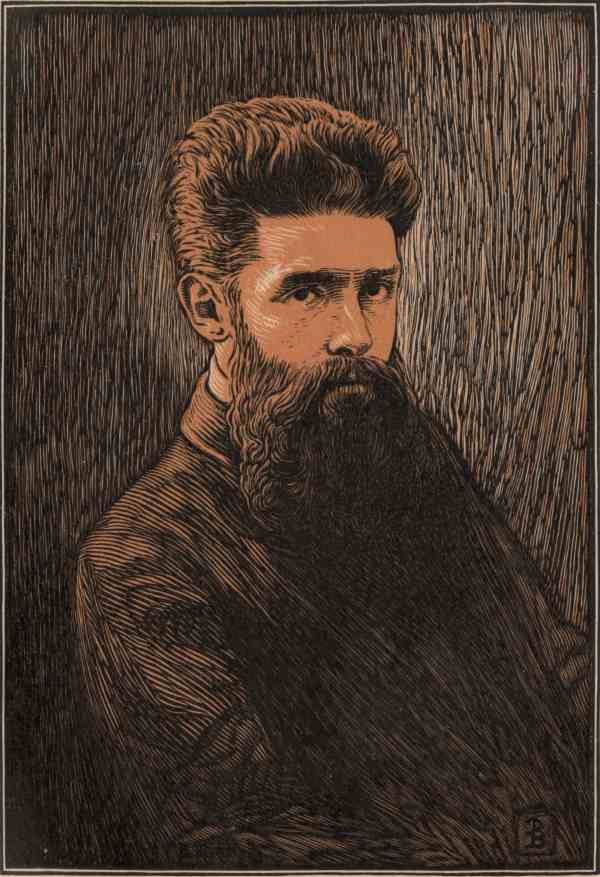
Charles Guérin

Charles Guérin (* 29. Dezember 1873 in Lunéville; † 17. März 1907 ebenda) war ein französischer Dichter.

## Leben und Werk
Charles Guérin entstammte einer reichen Industriellenfamilie und wurde streng katholisch erzogen. Nach dem Abitur studierte er ab 1891 Literaturwissenschaft an der Universität Nancy. Er erkrankte, war 1892 dem Tode nahe und sah 1893 seinen Bruder sterben. 1897 schloss er sein Studium mit dem Lizentiat in Germanistik ab und vergrub sich dann in seine Dichtung, die ihn bis zu seinem frühen Tod (zehn Jahre später im Alter von 33 Jahren) begleitete. Zu seinen wenigen Freunden gehörte Francis Jammes. Seine Dichtung ist metaphysisch, christlich-philosophisch und schließlich stoisch. Christian Gambotti sah ihn als Vorläufer von Paul Claudel.

## Werke (Auswahl)
- Fleurs de neige (1893)
- Joies grises (L’Agonie du soleil 1) (1894, Pseudonym: Heirclas Rügen, Vorwort von Georges Rodenbach)
- L’Art parjure (1894, 2018. Widmung an José-Maria de Heredia)
- Le Sang des crépuscules (L'agonie du soleil 2) (1895, Vorwort von Stéphane Mallarmé)
- Le sonnet mensuel (Juin 1897–mai 1898)
- Le Cœur solitaire (1898, 1904)
- L’Éros funèbre (1900)
- Le Semeur de cendres. 1898–1900. (1901, zahlreiche Auflagen)
- L’Homme intérieur. 1901–1905. (1905, 1922)
- Premiers et derniers vers. Fleurs de neige. Joies grises, avec une préface de Georges Rodenbach. Le Sang des crépuscules, avec une préface de Stéphane Mallarmé. Derniers vers. Mercure de France, Paris 1923.
- Œuvres. Mercure de France, Paris 1926–1929.
- Poèmes choisis. B. Grasset, Paris 1974. (Vorwort von Dominique Robaux, 1944–2020)